# Agence de l'eau Rhône-Méditerranée-Corse
L'agence de l'eau Rhône-Méditerranée-Corse est l'une des six agences françaises chargées de la lutte contre la pollution et de la protection des milieux aquatiques. Elle exerce ses missions sur le territoire du bassin versant du Rhône, des fleuves côtiers français se jetant dans la Méditerranée, et sur la Corse.

## Structure
Le directeur général de l'agence de l'eau Rhône-Méditerranée-Corse est Nicolas Mourlon, ingénieur général des ponts, des eaux et des forêts, nommé le 8 janvier 2024 et entré en fonction le 15 février 2024. Il succède à Laurent Roy qui était en poste depuis le 15 juin 2015.

## Missions
La mission de l'agence, comme celle de chacune des agences de bassin, est triple : amélioration de la gestion de l’eau, lutte contre la pollution aquatique et protection des milieux aquatiques.

### Élaboration du SDAGE
La mission principale des agences de l'eau est l'élaboration du Schéma directeur d'aménagement et de gestion des eaux, la création des schémas d'aménagement et de gestion des eaux (un par bassin-versant) qui en découlent. 

### Connaissance et gestion des eaux souterraines
Le 8 janvier 2016, l'agence de l'eau Rhône-Méditerranée-Corse signe un partenariat avec le BRGM afin d'améliorer la connaissance des eaux souterraines s'étendant sur le territoire dont la première a la charge. Ce partenariat doit amener les deux structures d'une part à mieux connaître les aquifères, à modéliser leur dynamique de fonctionnement et, en conséquence, celle des transferts de polluants, dans un objectif d’optimisation de la gestion de la ressource en eau, de protection et de conservation ; et d'autre part à améliorer les méthodologies permettant de suivre l'évolution du trait de côte et les modifications morphologiques des profils de plage. Cette coopération porte sur un montant de deux millions d'euros de recherche et développement, financé à parts égales par les deux structures.

### Prévention des inondations
En octobre 2015, l'agence lance un appel à projets pour renforcer la synergie entre la gestion des milieux aquatiques et la prévention des inondations. Cet appel à projets est doté d'une enveloppe de vingt-cinq millions d'euros et s'adresse en priorité aux syndicats de bassins-versants et aux établissements publics de coopération intercommunale. Il finance des études et des travaux visant à réduire les risques d'inondation et à améliorer le fonctionnement des cours d'eau. Les candidatures sont ouvertes jusqu'au 31 mars 2016.

### Plan d'adaptation au changement climatique
Dans le cadre particulier du réchauffement climatique, des pénuries d'eau et canicules plus fréquentes étant à prévoir sur le bassin, notamment sur sa partie méditerranéenne, l'agence déploie un plan de prévention comportant trois axes principaux : le maintien de l'eau dans les sols et les nappes, la réduction des gaspillages, enfin la préservation des zones humides et des forêts alluviales.

### Élaboration des contrats de canaux
La partie méridionale de la zone couverte par l'Agence (Provence et Languedoc) est caractérisée par une irrégularité saisonnière de la ressource hydraulique (climat méditerranéen, marqué par une fréquence des sécheresses estivales et un retour quasi annuel des épisodes cévenols) ainsi que par une forte demande saisonnière liée à l'agriculture et au tourisme. L'Agence Rhône a donc été pionnière dans l'élaboration de contrats de canaux visant à la pérennisation des infrastructures hydrauliques.

## Territoire

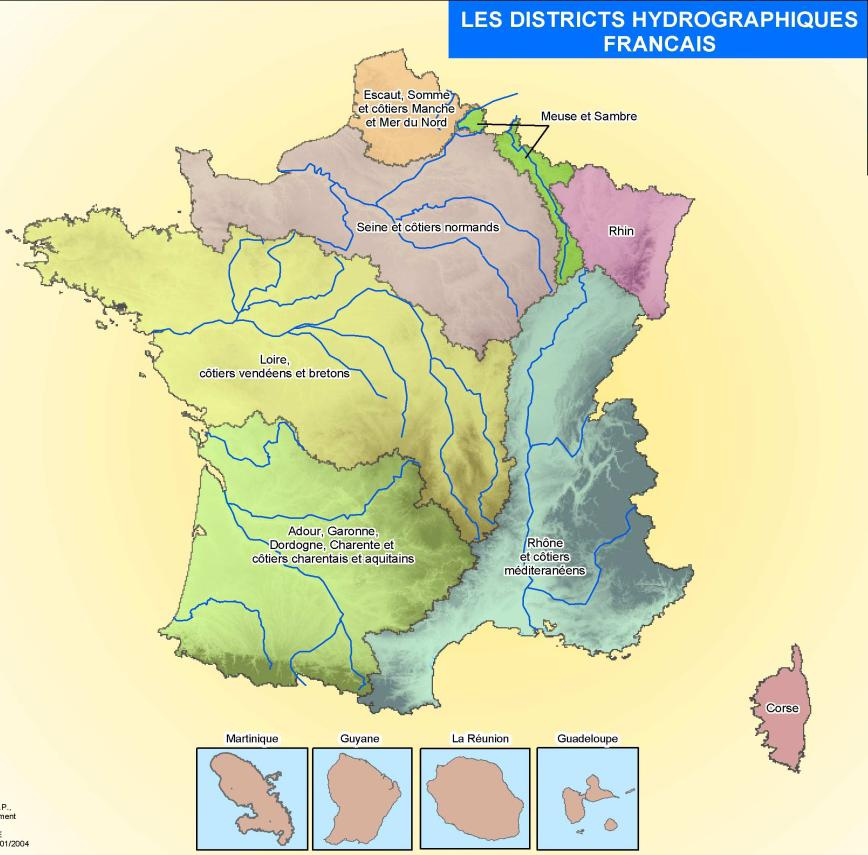
Les sept districts hydrographiques de la France métropolitaine ; celui couvert par l'agence de l'eau Rhône-Méditerranée-Corse est en vert turquoise, au sud-est.

L’agence de l'eau Rhône-Méditerranée-Corse rassemble 380 agents répartis sur l’ensemble du bassin hydrographique. Ce territoire couvre la totalité ou la plus grande partie de vingt-trois départements plus quelques communes de six départements supplémentaires.
Son siège est implanté à Lyon, tandis que trois délégations régionales (à Besançon, Marseille et Montpellier) lui permettent d'être plus proche du terrain et des partenaires locaux.

### Actions hors territoire
L'implantation locale de l'Agence n'implique cependant pas la limitation de son action à ce périmètre. La technicité atteinte permet à l'Agence de proposer ses services à l'export ; ainsi, en 2006, l'Agence intervient au Liban, pour permettre une meilleure gestion de l'eau dans l'agglomération de Tripoli et dans la vallée de la Qadisha.

## Ressources financières
Une partie importante des recettes perçues par l’agence est constituée par les redevances payées par les consommateurs en fonction de leurs rejets polluants, redevance dont les montants sont fixés, par type de polluant et par année, par la délibération n° 2008-29 du 16 octobre 2008 du conseil d'administration de l'Agence.

## Publications
De nombreuses publications de l’agence ont trait à la qualité des eaux. Le site de l'organisme permet ainsi de consulter la liste des communes du territoire couvert raccordées à un système d'assainissement collectif, la qualité du dispositif de traitement des boues d'épuration, état phytosanitaire des cours d'eau du territoire, les résultats d'analyse de la qualité des eaux, le volume prélevé dans la ressource en eau, etc..
En dehors de ces données chiffrées, l'agence réalise des vidéos de communication expliquant les enjeux liés à l'eau, notamment vis-à-vis du réchauffement climatique, ainsi que des courts-métrages documentaires montrant des projets qui permettent une meilleure gestion de la ressource aquatique.